# Olivier Falorni
Olivier Falorni, né le 27 mars 1972 à Rochefort  en Charente-Maritime, est un homme politique français.
Cadre du Parti socialiste (PS), il est conseiller municipal de La Rochelle de 2001 à 2014. Il est élu député de la 1re circonscription de la Charente-Maritime lors des élections législatives de 2012, après s'être présenté en dissident face à Ségolène Royal, ce qui le conduit à être exclu du PS. Il rejoint alors le Parti radical de gauche. Il est réélu lors des législatives de 2017 et participe à la fondation du Mouvement radical. Il est tête de liste lors des élections municipales de 2020 à La Rochelle mais échoue de justesse au second tour.
Il est ensuite réélu à deux reprises député, en 2022 puis en 2024. À l'issue de ce dernier scrutin, il rejoint le groupe démocrate à l'Assemblée.

## Biographie

### Enfance et formation
Fils d'un instituteur et d'une employée de la sécurité sociale, Olivier Falorni naît le 27 mars 1972 à Rochefort.
Sa famille fuit l'Italie fasciste dans l'entre-deux-guerres et s'installe en Charente-Maritime à Laleu, ancienne commune intégrée à La Rochelle. Son grand-père, Gino Falorni, né en 1916 à La Rochelle, était instituteur et un membre emblématique du club de basket-ball Rupella Basket 17 de 1935 à 1954, où il a occupé les postes de capitaine et d'entraîneur. Aujourd'hui, un gymnase de La Rochelle, dans le quartier des Minimes, porte son nom,.
Diplômé du baccalauréat au lycée Jean-Dautet de La Rochelle en 1990 et d'un DEA d'histoire contemporaine à l'université de Bordeaux 3 en 1995, Olivier Falorni obtient son premier poste d'enseignant en 1997. Olivier Falorni est professeur d'histoire-géographie au lycée professionnel Pierre-Doriole de La Rochelle,.

### Cadre du PS et élu local
En août 1998 il se rend à l'université d'été du Parti socialiste à La Rochelle et, selon ses propres dires, y entend le discours de François Hollande, dont il devient alors un fidèle.
Il adhère au parti en 1999 et devient secrétaire fédéral du PS en 2004. À ce titre, il organise l'université d'été du PS de 2005 à 2011.
Élu conseiller municipal sur la liste de Maxime Bono à La Rochelle lors des élections de 2001, il devient adjoint aux finances à la suite des municipales de 2008.
Lors du congrès du PS à Reims, en novembre 2008, il signe la contribution de François Hollande, puis ne votera pas pour la motion E (de Gérard Collomb) signée par Ségolène Royal, présidente de la région Poitou-Charentes. Cet événement conduit à leur rupture, un candidat « loyaliste » se présentant dans la foulée contre lui, mais en vain, aux fonctions de premier secrétaire fédéral du PS. En juin 2009, il participe à la fondation du club « Répondre à gauche », créé par Stéphane Le Foll.
Lors de l'élection régionale de 2010 en Poitou-Charentes, il s'oppose à Ségolène Royal sur la constitution des listes — la présidente du conseil régional veut imposer Denis Leroy, l'un de ses fidèles, comme tête de liste en Charente-Maritime — et prend la tête de la liste socialiste dans son département, avec le soutien de sa fédération,,,.
Après avoir soutenu aux municipales de 2014 le candidat dissident du PS, Jean-François Fountaine, il devient très critique de la gestion municipale à l’approche de nouvelles élections municipales. En septembre 2019, il annonce officiellement qu'il est candidat aux élections municipales de 2020 à La Rochelle. Arrivé en tête du premier tour, il s'incline de 181 voix au second tour face au maire sortant, recueillant 41,10 % des suffrages. Élu conseiller municipal d'opposition, il annonce peu de temps après sa démission.

### Député de laXIVelégislature
Olivier Falorni souhaite que les adhérents socialistes désignent le candidat à la Rochelle lors des élections législatives de 2012, comme prévu dans les statuts.
La direction du Parti socialiste émet le souhait que la circonscription soit réservée à une femme, dans un objectif de parité à l'Assemblée nationale. Outre Ségolène Royal, deux femmes (toutes deux conseillères municipales de la Rochelle) se présentent alors : Patricia Friou et Anne-Laure Jaumouillié.
Le Parti socialiste n'organise finalement pas de primaires, et Falorni refuse de se retirer quand, le 10 décembre 2011, les instances nationales du Parti socialiste décident d'investir Ségolène Royal, avec le soutien du maire de la ville, Maxime Bono ; le 19 février 2012, il annonce sa candidature à la salle des associations de Laleu.
Cette dissidence lui vaut de ne pas être reconduit en tant que représentant du candidat du Parti socialiste lors de l'élection présidentielle et d'être exclu du Parti socialiste. Il reste pourtant soutenu par des nombreux socialistes locaux et a pour codirecteurs de campagne deux secrétaires de section PS : Michel Planche (section de La Rochelle Nord) et Alain Renaldini (section PS de l'île de Ré).
Jean-François Fountaine, ancien vice-président PS de Poitou-Charentes, préside son comité de soutien, où figure Philippe Marchand, ancien ministre de l'Intérieur.
Il arrive en deuxième position au premier tour, avec 28,91 % des suffrages exprimés, contre 32,03 % en faveur de Ségolène Royal. Arrivée en troisième position avec un score inférieur à 12,5 % des inscrits, la candidate de l'UMP Sally Chadjaa est éliminée.
Olivier Falorni maintenant sa candidature, le duel du second tour se joue à gauche.
Cela provoque une forte médiatisation, amplifiée par les prises de position du couple présidentiel, François Hollande soutenant Ségolène Royal dans sa profession de foi, alors qu'il avait promis de ne pas s'impliquer dans la campagne nationale, tandis que sa compagne Valérie Trierweiler envoie à Olivier Falorni un tweet de soutien, relayé par les médias. Olivier Falorni déclarera que c'est le seul tweet qu'il ait lu dans sa vie.
Alors que la candidate UMP éliminée appelle à voter blanc, le président UMP du Conseil général de la Charente-Maritime, Dominique Bussereau, invite les électeurs de droite à battre Ségolène Royal,. Le 14 juin, Martine Aubry, Première secrétaire du Parti socialiste, annonce qu'Olivier Falorni ne fera pas partie du groupe parlementaire socialiste à l'Assemblée nationale, s'il est élu. Durant sa campagne, sa compagne depuis 7 ans, Leslie Gauvin, fait office d'attachée de presse bénévole.
Le 17 juin 2012, il est élu au second tour avec 62,97 % des suffrages exprimés, face à Ségolène Royal, qui recueille 37,03 % des voix.
Interrogés sur l'éventuelle intégration d'Olivier Falorni dans le groupe « socialiste et apparentés » de l'Assemblée nationale, Bruno Le Roux et François Rebsamen estiment que ce sera au groupe de statuer. Lors de l'ouverture de la XIVe législature, Olivier Falorni intègre le groupe radical, républicain, démocrate et progressiste du Parti radical de gauche, auquel il adhère par la suite.

### Député de laXVelégislature
À la suite de la victoire d'Emmanuel Macron à l'élection présidentielle, il souhaite faire partie de la majorité mais refuse d'adhérer à La République en marche (LREM). Jean-François Fountaine, maire socialiste de La Rochelle et soutien d'Emmanuel Macron, souhaite qu'il soit investi par La République en marche aux élections législatives qui suivent. Le 8 mai, le député lance sa campagne des législatives, alors qu'il n'est soutenu ni par le Parti socialiste (qui a réservé cette circonscription au Parti radical de gauche, favorable à Falorni) ni par LREM. Au premier tour, Olivier Falorni (divers gauche), devance Otilia Ferreira (MoDem/LREM) à La Rochelle-Ré (36,54 % contre 26,99 %). Il est réélu au second tour avec 69 % des suffrages,.
En juillet 2017, il vote la confiance au gouvernement Édouard Philippe.
En novembre 2017, il participe à la fusion entre le Parti radical de gauche et le Parti radical pour former le Mouvement radical.
À l'Assemblée, il tente, au début de la législature, de créer un groupe parlementaire de « centre gauche » mais échoue dans un premier temps, notamment en raison de son désaccord avec trois élus corses non-inscrits ; il n'exclut pas de rejoindre le groupe La République en marche en tant qu'apparenté. Finalement, son initiative aboutit avec la création en octobre 2018 du groupe Libertés et territoires et il abandonne sa promesse faite au moment des élections de faire partie de la majorité gouvernementale. Il décline la proposition qui lui est faite de coprésider le groupe en raison de sa probable candidature aux élections municipales de 2020 à La Rochelle, qu'il officialise effectivement début septembre 2019.

### Député de laXVIelégislature
Il est une nouvelle fois réélu député de la 1re circonscription de Charente-Maritime le 19 juin 2022 avec plus de 66 % des voix au second tour, face à Jean-Marc Soubeste, candidat pour la Nouvelle Union populaire écologique et sociale (NUPES).

### Député de laXVIIelégislature
Lors des élections législatives anticipées de 2024, il se représente.
Il arrive en tête au 1er tour avec 41,03% des voix face à Jean-Marc Soubeste candidat du Nouveau Front populaire à 37,34% et à Emma Chauveau candidate du Rassemblement national à 19,42%.
Jean-Marc Soubeste se désiste après avoir initialement annoncé son maintien.
Olivier Falorni est élu au second tour avec 74,71% de voix.

### Candidat aux élections municipales
Lors des élections municipales de 2020, Olivier Falorni se présente comme tête de la liste "Le renouveau" face au maire sortant Jean-François Fountaine.
Au premier tour, la liste "Le Renouveau" arrive en tête.
Au second tour, la liste du maire sortant, "Tous Rochelais avec Jean-François Fountaine" arrive en tête et remporte l'élection :
- Tous Rochelais : 35 élus
- Le renouveau : 10 élus
- Liste EELV : 4 élus

Olivier Falorni démissionne au premier conseil municipal de son poste de conseiller d'opposition.

## Détail des mandats et fonctions
- 19 mars 2001 - 13 mars 2008 : conseiller municipal de La Rochelle
- 19 mars 2001 - 5 avril 2014 : membre de la communauté d'agglomération de La Rochelle
- 14 mars 2008 - 25 juin 2012 : quatrième adjoint au maire de la Rochelle, chargé des Finances
- 21 mars 2010 - 18 juin 2012 : conseiller régional de Poitou-Charentes
- depuis le 20 juin 2012 : député de la 1re circonscription de la Charente-Maritime
- 26 juin 2012 - 5 avril 2014 : conseiller municipal de La Rochelle

## Idées et prises de position
Cette section est promotionnelle ou publicitaire (août 2020). Considérez son contenu avec précaution et/ou discutez-en.

### Euthanasie
Olivier Falorni interpelle le 17 décembre 2013, dans le cadre des questions d’actualité au gouvernement, la Ministre de la Santé, Marisol Touraine. À cette occasion, il marque son fort mécontentement face à l'absence de projet de loi gouvernemental : « La médecine est capable de prolonger la vie de façon artificielle. Elle doit pouvoir l'abréger quand c'est la volonté de la personne. La dignité est un droit, elle exige une loi, c'est notre devoir ».
Le 2 octobre 2017, symboliquement le jour de la mort d’Anne Bert, Olivier Falorni dépose sur le Bureau de la nouvelle assemblée nationale une proposition de loi donnant le droit à une fin de vie libre et choisie,. L'écrivaine, qui est partie se faire euthanasier en Belgique, l'avait contacté quelques mois plus tôt et ils avaient échangé régulièrement, notamment à propos d'un projet de loi sur le sujet.
Olivier Falorni est membre du comité d'honneur de l'Association pour le droit de mourir dans la dignité (ADMD).

### Lutte contre l’islam radical
Le 17 décembre 2014, quelques jours avant les attentats de Charlie Hebdo et de l’Hyper Cacher, Olivier Falorni est nommé secrétaire de la commission d'enquête parlementaire sur la surveillance des filières et des individus djihadistes,.
C'est dans ce contexte qu'il se rend à la maison centrale de Saint-Martin-de-Ré le vendredi 2 octobre 2015 où il dénonce l’existence d'un des baraquements, appelés « casinos », qui fait régulièrement office de mosquée clandestine salafiste, malgré la vigilance des gardiens.
À la suite de cette visite, Olivier Falorni remet un rapport à la Garde des Sceaux, Christiane Taubira, dans lequel il fait un certain nombre de propositions. Le 13 octobre 2015, il l’interpelle à l’Assemblée nationale où il demande la mise en œuvre d’un régime d’isolement adapté pour les détenus islamistes recruteurs, d’un service de renseignement pénitentiaire et d’unités de prévention et de déradicalisation pour les détenus les plus fragiles. Après avoir demandé au gouvernement de s'engager à démolir des « casinos »,, il rend de nouvelles visites à la maison centrale pour constater que cet engagement est effectif,,.

### Respect des animaux
Après la diffusion d'images montrant des actes d’une grande cruauté envers les animaux dans des abattoirs par l’association L214, Olivier Falorni obtient le 22 mars 2016 la création d’une commission d’enquête parlementaire sur les conditions d’abattage.
En mai 2018 dépose un amendement afin de rendre obligatoire le contrôle vidéo dans les abattoirs. Cet amendement n’est pas été adopté, le gouvernement ayant préféré par l’intermédiaire d’un député du groupe LREM, mettre en place une expérimentation du contrôle vidéo uniquement pour les abattoirs se portant volontaires.

### Environnement
Le 22 novembre 2017, Olivier Falorni a déposé une proposition de loi visant à faire reconnaître la saliculture comme activité agricole. Car lors de la création du marché commun et du traité de Rome en 1957, l'Europe avait exclu l'activité salicole de la production agricole. Sur l'Ile de Ré, une centaine de sauniers cotisent à la mutuelle sociale agricole sans bénéficier des avantages du statut. Avec ce projet de loi, les professionnels du sel pourront par exemple être exonérés de la taxe foncière sur les bâtiments professionnels,.
Le 9 mai 2019, 53 députés dont Olivier Falorni, ont voté en faveur du projet de loi sur la protection foncière des activités agricoles et des cultures marines en zone littorale. Ce texte inclut la reconnaissance de la saliculture comme profession agricole,.